# Stemonyphantes
Stemonyphantes is een geslacht van spinnen uit de familie hangmatspinnen (Linyphiidae).

## Soorten
De volgende soorten zijn bij het geslacht ingedeeld:
- Stemonyphantes abantensis (Wunderlich, 1978)
- Stemonyphantes agnatus (Tanasevitch, 1990)
- Stemonyphantes altaicus (Tanasevitch, 2000)
- Stemonyphantes blauveltae (Gertsch, 1951)
- Stemonyphantes conspersus (L. Koch, 1879)
- Stemonyphantes curvipes (Tanasevitch, 1989)
- Stemonyphantes griseus (Schenkel, 1936)
- Stemonyphantes grossus (Tanasevitch, 1985)
- Stemonyphantes lineatus (Linnaeus, 1758)
- Stemonyphantes menyuanensis (Hu, 2001)
- Stemonyphantes montanus (Wunderlich, 1978)
- Stemonyphantes parvipalpus (Tanasevitch, 2007)
- Stemonyphantes serratus (Tanasevitch, 2011)
- Stemonyphantes sibiricus (Grube, 1861)
- Stemonyphantes solitudus (Tanasevitch, 1994)
- Stemonyphantes taiganus (Ermolajev, 1930)